# Itome (Tesalia)
No se debe confundir con otra antigua ciudad Tesalia llamada Itone.
Itome (en griego, Ιθώμη) es el nombre de una antigua ciudad griega de Tesalia, que fue mencionada por Homero en el catálogo de las naves de la Ilíada, donde formaba parte de los territorios que gobernaban Podalirio y Macaón.
Estrabón dice que existía la creencia de que anteriormente su nombre había sido «Tome» (θώμη) y dice que era una fortaleza natural y un montón de rocas. El geógrafo añade que en su tiempo la ciudad estaba en medio de las ciudades de Trica, Metrópolis, Pelineo y Gonfos y pertenecía al territorio de Metrópolis.
Su localización es incierta, pero se ha sugerido que podría estar en el lugar de la actual población de Fanari o en las proximidades de la colina artificial de Kufia Raji, cerca de la población de Georgikó. En Fanari se han encontrado muros antiguos pero nada prehistórico, mientras en Kufia Raji se ha encontrado un importante tholos micénico y algunos objetos como un anillo de oro decorado con dos grifos, cuentas y cerámica micénica, una inscripción de la época arcaica —que podría leerse como Eato (Αἴατος), un héroe epónimo, padre de Tésalo— y figurillas, vasos y monedas de la época clásica.